# Forever (Bobby Brown)
Forever è il quarto album discografico in studio del cantante statunitense Bobby Brown, pubblicato nel 1997.

## Descrizione
L'album Forever, pubblicato nel 1997, a cinque anni di distanza dal precedente Bobby, doveva segnare un grande ritorno sulle scene, ma si trasformò in un clamoroso insuccesso commerciale, vendendo meno di 100.000 copie negli Stati Uniti e non entrando nella Billboard 200, un risultato disastroso se paragonato ai suoi precedenti successi multi-platino. Forever si allontana in gran parte dal sound energico e da club del new jack swing che aveva reso Brown un pezzo grosso della musica R&B di inzio anni '90, per abbracciare un ritmo più maturo, soft e incentrato su ballate e mid-tempo. La produzione venne affidata a nomi come Tim & Bob, Derrick "D-Dot" Angelettie e Jeff Redd. 

## I Singoli
- Feelin' Inside: il primo singolo. Venne pubblicato per spingere le vendite del disco, ma non entrò nemmeno nella Top 100, raggiungendo unicamente la Top 70 della classifica R&B, segnando il punto più basso della carriera del cantante. A posteriori è stata rivalutata e considerata dai fan un "piccolo capolavoro"
- My Place: il secondo singolo, è una slow jam prodotta da Tim & Bob. Il suo rilascio e la successiva promozione furono deboli, condannandola a un destino di totale oscurità commerciale.

## Ragioni dietro il fallimento commerciale
- Immagine Pubblica e Problemi Personali: alla fine degli anni '90, la popolarità di Bobby Brown era stata gravemente compromessa. I suoi arresti, i problemi di droga e la turbolenta relazione con Whitney Houston erano costantemente al centro dell'attenzione dei media, eclissando la sua musica. Il pubblico e l'industria discografica non lo percepivano più come una figura "da primo piano", ma più come un personaggio da tabloid.
- Mancanza di Promozione e Supporto della Etichetta: Forever fu pubblicato dalla Geffen Records, una piccola etichetta con risorse limitate. A differenza del suo periodo con MCA Records, Brown non ricevette un'adeguata campagna di marketing, promozione radiofonica e supporto video. I singoli furono rilasciati senza un piano di promozione efficace.
- Cambiamento del Panorama Musicale: il 1997 fu un anno di grandi cambiamenti nell'industria musicale. Il new jack swing era ormai superato, e l'R&B stava virando verso sonorità più hip-hop-soul (come Mary J. Blige e R. Kelly) e pop mainstream (come Usher e i Boyz II Men). Le sonorità di Forever suonavano anacronistiche e poco entusiasmanti per un mercato che richiedeva maggiore aggressività e innovazione.

## Tracce
1. Intro (feat. Whitney Houston) (Marvin Hamlisch, Carole Bayer Sager) – 0:52
2. It's Still My Thang (Derek Allen, Bobby Brown, Kenny Finnel) – 5:40
3. Feelin' Inside (Bobby Brown, Derrick Garrett, Felicia Jefferson, Fred Rosser) – 4:09
4. She's All I Need (Derek Allen, Bobby Brown) – 4:28
5. My Place (Bobby Brown, Tim Kelley, Bob Robinson) – 4:57
6. Been Around the World (Tim Kelley, Bob Robinson) – 4:50
7. Give It Up (Gerald Baillergeau, Bobby Brown, Victor Merritt, Jerome Woods) – 4:31
8. Happy Days (Derek Allen, Bobby Brown) – 4:30
9. Forever (Derrick Culbreath, Tim Kelley, Bob Robinson) – 4:43
10. Sunday Afternoon (Derek Allen, Bobby Brown, Kenny Finnel) – 5:04
11. Heart and Soul (Gerald Baillergeau, Bobby Brown, Victor Merritt, Jerome Woods) – 3:45